# ピーター・ハウレット
ピーター・ハウレット (Peter Howlett) は、1955年北海道札幌生まれ、カナダ国籍の教育者。翻訳家。日本における環境問題研究の第一人者の一人である。

## 概要
名寄小学校に5年生まで通学。カナダのグエルフ大学で農業を専攻し、卒業後ブルーベリー生産農家を目指して函館に定住。1980年代、米国に亡命中の金大中の支援者であった。2011年、函館における反原発デモを指揮。函館ラ・サール中学校・高等学校の英語科正規教員の時、生徒達にオーラル・コミュニケーションの時間を用いて環境問題の深刻さなどを訴える。2017年3月、函館ラ・サール中学校・高等学校を定年退職。その後宝仙学園中学・高等学校にてグローバルクラスの英語科と通常の英語科の両方の教員を務める。しかし、2020年に宝仙学園中学・高等学校から退職した。
教育活動の傍ら、自ら児童童話の英語版英訳にも携わっている。2006年12月23日付けの毎日新聞において論説が掲載。

## 肩書き
- 南北海道自然エネルギープロジェクト代表[7]
- 北海道地球温暖化防止活動推進員[6]
- 丸木夫妻作｢おきなわ　島のこえ」英語版出版プロジェクト代表
- プロジェクト　ウエペケレ　Project Uepeker代表

## 主な著作
- スーホの白い馬　英語版　Suho's White Horse (アールアイシー出版)
- ぐりとぐら　英語版 Guri and Gura (タトル出版）
- からすのパン屋さん　英語版 Mr. Crow's Bakery　 (RIC)
- アイヌとキツネ　英語版The Ainu and the Fox　(RIC)
- イオマンテ 英語版The Ainu and the Bear　（RIC)
- 注文の多い料理店 英語版 The Restaurant of Many Orders　（RIC)